# Tarascó
|  | «Tarascon» redirigeix aquí. Vegeu-ne altres significats a «Tarascon d'Arièja». |

Tarascó (en occità Tarascon [taɾasˈku(ⁿ)]; en francès Tarascon [taʀaskɔ̃]) és un municipi francès, al departament de Boques del Roine i a la regió de Provença – Alps – Costa Blava. L'any 2003 tenia 14.000 habitants. És situada a la riba esquerra del Roine, enfront de Bellcaire, ja al Llenguadoc-Rosselló.

## Demografia
| Evolució de la població Ehess i INSEE |        |        |        |        |        |        |        |        |
| 1793                                  | 1800   | 1806   | 1821   | 1831   | 1836   | 1841   | 1846   | 1851   |
| 9 069                                 | 11 320 | 10 554 | 10 830 | 10 967 | 10 774 | 11 362 | 11 968 | 12 539 |

| 1856   | 1861   | 1866   | 1872   | 1876   | 1881  | 1886  | 1891  | 1896  |
| ------ | ------ | ------ | ------ | ------ | ----- | ----- | ----- | ----- |
| 13 229 | 13 489 | 12 454 | 11 249 | 10 409 | 9 833 | 9 314 | 9 263 | 9 023 |

| 1901  | 1906  | 1911  | 1921  | 1926  | 1931  | 1936  | 1946  | 1954  |
| ----- | ----- | ----- | ----- | ----- | ----- | ----- | ----- | ----- |
| 8 885 | 8 972 | 8 631 | 8 299 | 8 478 | 8 496 | 7 875 | 7 781 | 7 744 |

| 1962  | 1968   | 1975   | 1982   | 1990   | 1999   | 2006 | 2011 | 2016 |
| ----- | ------ | ------ | ------ | ------ | ------ | ---- | ---- | ---- |
| 8 637 | 10 584 | 10 365 | 10 735 | 10 826 | 12 640 | -    | -    | -    |

| 2019 | - | - | - | - | - | - | - | - |
| ---- | - | - | - | - | - | - | - | - |
| -    | - | - | - | - | - | - | - | - |

## Història

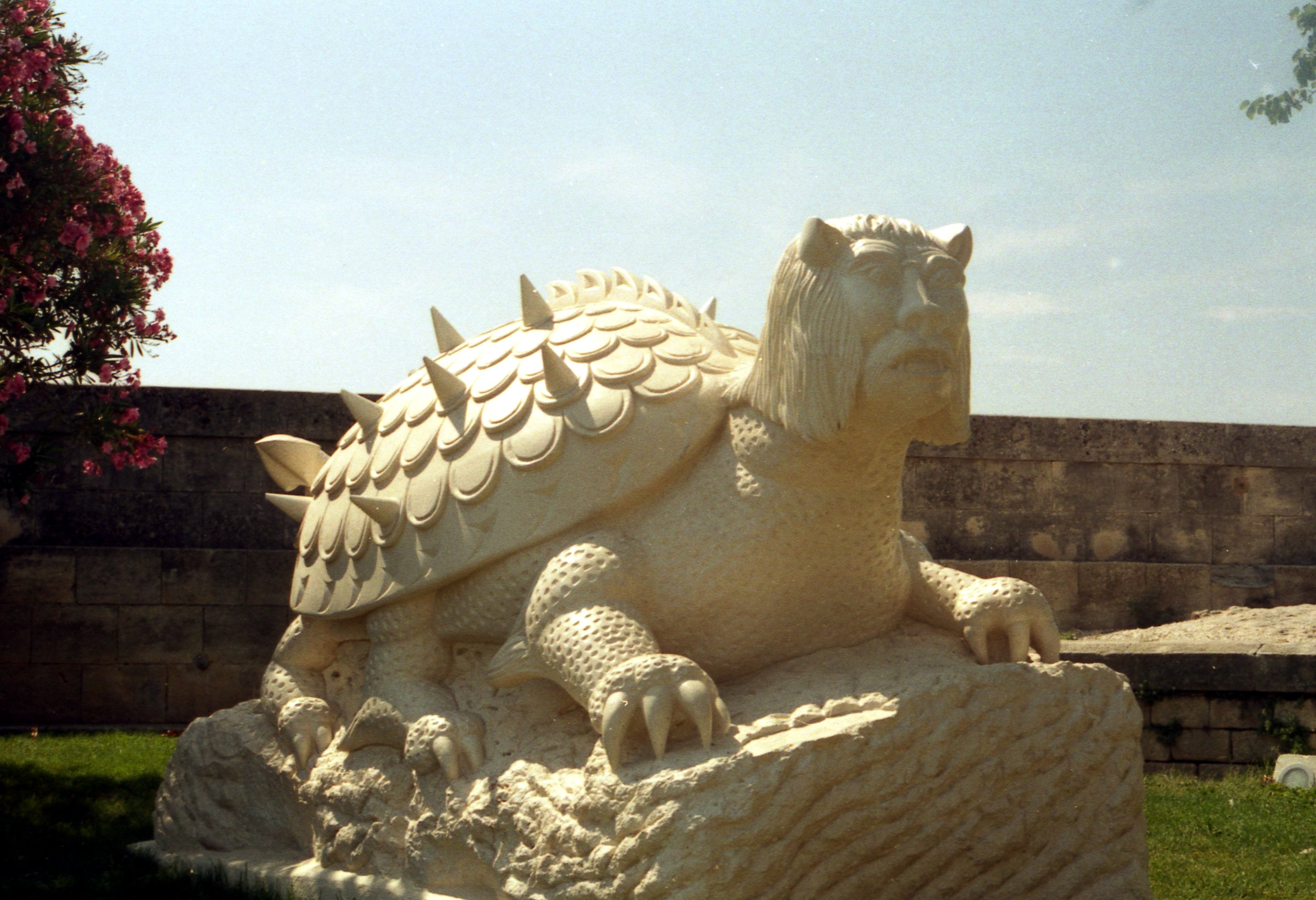
La tarasca al Castell de Tarascó

Situat a la riba del Roine, a la cruïlla dels camins entre Avinyó, la Camarga i el Luberon, Tarascó està encara avui dia associat a la tradició que relata l'arribada, l'any 48 de Santa Marta que venint de Palestina va alliberar la població sotmesa al càstig de la Tarasca, un terrible monstre amfibi.
Des de llavors, nombrosos pelegrins visiten la Col·legial Reial Santa Marta, construïda en el seu honor prop del castell del rei Renat. Aquest santuari, principal monument de la ciutat, conté les relíquies i la tomba de Santa Marta, a la cripta, que va ser construïda sobre l'emplaçament exacte de la seva casa.
El castell és excepcionalment ben conservat. Aquest palau, començat el 1400 per Lluís II d'Anjou i acabat pel seu fill el rei Renat, té majestuosos aspectes feudals. Dotat d'un impressionant sistema defensiu, protegeix igualment l'interior elegant d'una residència principesca.
Tartarí de Tarascó és el personatge central de diverses novel·les, escrites en francès, de l'escriptor occità Alfons Daudet. La primera novel·la va ser "Aventures prodigieuses de Tartarin de Tarascon" (1872) que va ser seguida de "Tartarin sur les Alpes" (1885) i "Port-Tarascon" (1890).

## Administració
| Període   | Identitat            | Partit |
| --------- | -------------------- | ------ |
| 1947-1965 | Honoré Valette       |        |
| 1965-1971 | Jean André           |        |
| 1971-1983 | Antonin Saint Michel | PS     |
| 1983-2002 | Thérèse Aillaud      | RPR    |
| 2002-2005 | Jean Reynaud         | UMP    |
| 2005-     | Charles Fabre        | UMP    |

## Fills il·lustres
- Joseph Privat de Molières (1677-1742), físic i matemàtic.
- Jean Gilles (1669-1705) compositor musical.